# Tastrup
Tastrup (dänisch Tostrup) ist ein Ortsteil der Gemeinde Hürup im Kreis Schleswig-Flensburg in Schleswig-Holstein.

## Geografie und Verkehr
Tastrup liegt direkt am südöstlichen Stadtrand von Flensburg bei Hochfeld und Kattloch und gehört zur Region Angeln. Westlich verläuft die Eckernförder Landstraße von Flensburg nach Schleswig, nördlich die alte Landstraße (L 21) von Flensburg über Husby und Sterup nach Kappeln, südlich die alte Straße von Flensburg über Missunde nach Eckernförde mit Anschlüssen ins mittlere Angeln. Die Siedlung Kleintastrup (Lille Tostrup) liegt östlich von Tastrup-Dorf. Etwas weiter südlich von Kleintastrup liegt die kleine Siedlung Tastrupfeld (Tostrupmark).
Über den Tastruper Weg ist der Flensburger Stadtteil Tarup erreichbar. Tastrup liegt nicht weit entfernt von der Ringstraße, der K 8, sowie der Osttangente, über die sämtliche Teile der Stadt, insbesondere auch die Flensburger Innenstadt, schnell erreichbar sind.

## Geschichte

### Vorgeschichte des Gebietes
In der Vorgeschichte des Kreises Flensburg von Jakob Röschmann kann man lesen, dass in und um Tastrup etwa 30 Einzelfunde der Mittleren und Jüngeren Steinzeit gemacht wurden. Es handelt sich um z. B. Flintbeile, Flintdolche, Flintspitzen und um zwei Goldmünzen im Torfmoor. Am Ortsrand des Dorfes wurde ein Grabhügel der Jüngeren Steinzeit registriert. Die Funde lassen darauf schließen, dass auch dieser Teil Angelns schon in der Steinzeit bewohnt war. Aus den Gräbern Angels wissen wir, dass Rind, Schaf, Schwein, Ziege und Hund die Haustiere der Jüngeren Steinzeit waren.
Ackerbau wurde nicht oder nur in allereinfachster Form betrieben. Noch um das Jahr 100 n. Chr. haben wir uns Angeln als stark bewaldetes, von Sümpfen und Gewässern durchzogenes Gebiet vorzustellen, wenig bebaut und schwach bevölkert. Später machte der Ackerbau bedeutende Fortschritte. Hierzu trugen in erster Linie die Klöster bei, die die Rodung der Wälder und vorbildlichen Ackerbau betrieben.

### Tastrup im Mittelalter
Tastrup wurde erstmals 1423 in Schriften des Königreich Dänemarks erwähnt. Zum Namen „Tastrup“ schrieb der Lehrer J. C. Friedrichsen in seinem Buch Ausdehnung, Bevölkerung und Einteilung Angeln: 

„Ob endlich noch in einzelnen Namen heidnische Götternamen enthalten sind, ist zweifelhaft. Mit Sicherheit sind solche nur in den von der Natur geschaffenen Örtlichkeiten wie Berg, Holt, Lund nachzuweisen, schwerlich in Menschenwerken, zu denen Stedt, Thorp gehören. Den Namen des Gottes Thor glaubte man in Taarstedt, Torsballig, Tordschell, Torsberger Moor, Tastrup zu finden, doch können dieselben auch von den Personen Thori, Thord, Tosti und Thorsten abgeleitet werden.“

Tastrup gehörte schön mit seiner Gründung zum Kirchspiel Adelby, denn Adelby war das sogenannte Mutterdorf und Tastrup ein sogenanntes Tochterdorf, also ein Dorf das von Siedlern aus dem Dorf Adelby gegründet wurde.
Bis zum Deutsch-Dänischen Krieg 1864 gehörte der Ort als Teil des Kirchspiels Adelby (Adelby Sogn) zur Husbyharde im Flensborg Amt innerhalb des Herzogtums Schleswig. Nach 1864 kam Tastrup erstmals zu Preußen bzw. Deutschland.

### Tastrup im 20. Jahrhundert

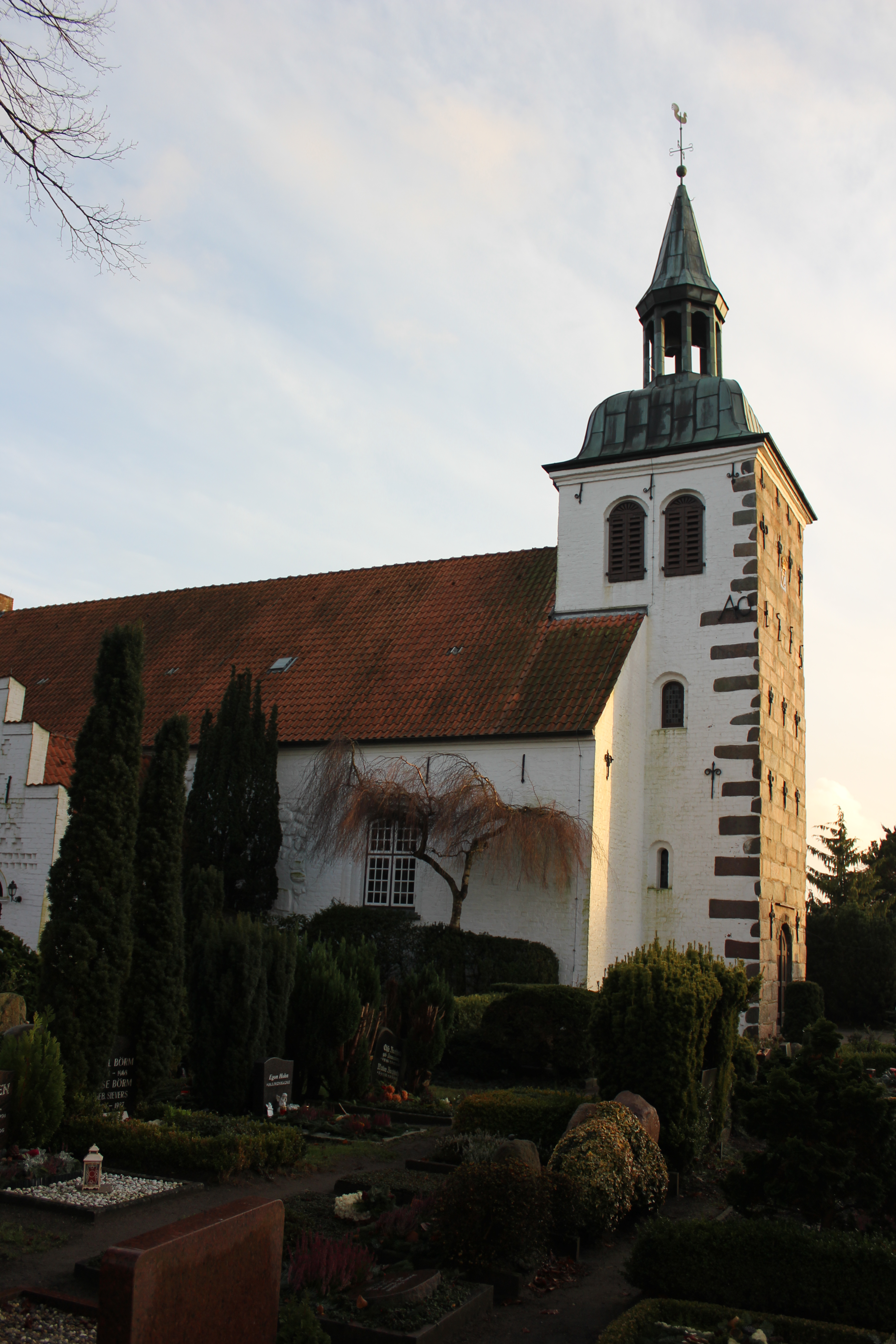
St. Johanniskirche Flensburg-Adelby, zu deren Kirchengemeinde Tastrup gehört

In Tastrup befand sich eine Bahnstation der Kleinbahnstrecke Flensburg-Satrup der Flensburger Kreisbahn. Diese Strecke wurde 1901 eröffnet. In der bekannten Chronik von Pastor Jensen aus Gelting wird Tastrup im Zusammenhang mit der Abstimmung nach dem Ersten Weltkrieg erwähnt. Der Chronist schreibt, die Abstimmung in der zweiten Zone am 14. März 1920 sei im Gegensatz zu der ersten Zone gemeindeweise erfolgt, um danach auch etwaige kleine Teile bei günstigem Ausfall der Stimmen noch zu Dänemark ziehen zu können. In der zweiten Abstimmungszone (Flensburg, nördliches Angeln und Nordfriesland) entfielen von den abgegebenen Stimmen 51.196 für Deutschland und 13.207 für Dänemark. In Tastrup stimmten 158 Bürger deutsch und 11 dänisch.
Der Eisenbahnanschluss über die Südstrecke der Flensburger Kreisbahn nach Hürup und Satrup wurde im Jahr 1938 eingestellt. Im Tastrup-Lied wird besagter Bahnhof sowie die Meierei und die Spar- und Darlehnskasse erwähnt. Das Bahnhofsgebäude befindet sich heute in Gemeindebesitz und ist als Gaststätte verpachtet. Die Meierei wurde 1934 durch den Reichsnährstand geschlossen, gegen den Willen der Tastruper. Die Spar- und Darlehnskasse des Dorfes (Gründung 1904) fusionierte später mit der Spar- und Darlehnskasse von Freienwill.
Nach dem Zweiten Weltkrieg entstand im Wesentlichen der Ortsteil Kleintastrup.
Bis ins Jahr 1970 gehörte Tastrup als eigenständige Gemeinde dem Amt Adelby an. Doch dann am 1. Januar 1970 wurden die bis dahin selbstständigen Gemeinde Sünderup und die Gemeinde Tarup aufgelöst. Sie bildeten die neue Gemeinde Adelby. Tastrup verlor ebenfalls kurz darauf seinen Status als Gemeinde. Es kam am 15. Februar 1970 zur neuen Gemeinde Adelby hinzu. Adelbylund, in dem sich die Gemeindeverwaltung befand, war längst mit Flensburg verwachsen und seit 1950 stark nach Süden hin ausgebaut worden. Es wurde am 26. April 1970 an die Fördestadt abgetreten. Bald darauf, am 24. März 1974, schlossen sich auch Sünderup und Tarup, nicht aber Tastrup der Stadt Flensburg an. Fortan bildete Tastrup als letzter Rest der Gemeinde Adelbys mit seinen Ortsteilen die Gemeinde Adelby. Am 1. Januar 1980 wurde der Name der Gemeinde amtlich in Tastrup geändert. Seit dem Tastrup im Jahr 1974 als einziger Ortsteil überblieb, gehörte es fortan zum Amt Hürup.

### Tastrup heutzutage
Es bestehen immer noch starke Bindungen zu den Flensburger Ortsteilen, die früher zur Gemeinde Adelby gehörten. So ist Tastrup nach wie vor in die Kirchengemeinde Adelby eingebunden und die Schulen sowie die Kindergärten in Tarup und Adelby werden von den Kindern besucht. Zudem bestehen auch Verbindungen zu den Freiwilligen Feuerwehren Tarup und Sünderup. Durch den stetigen Ausbau des Ortsteils Sünderup wächst Flensburg immer deutlicher an Tastrup ran. 2007 wurde eine erste Fläche Tastrups übernommen also im Grunde eingemeindet und wird seit dem bebaut. Durch das geplante Neubaugebiet Tarup Südost wird der Stadtteil Tarup in nächster Zukunft weiter wachsen und so wie heute schon Sünderup mit Tastrup zusammenwachsen. Seit ungefähr 2015 ist Flensburg so stark nachverdichtet, dass dort kein neuer Wohnraum mehr geschaffen werden kann. Das Wachstum der Stadt und des Umlandes wird dadurch gehemmt und das Thema Eingemeindung spielte seither wieder eine Rolle.
Zum 1. März 2023 wurde Tastrup zusammen mit Maasbüll nach Hürup eingemeindet.

## Politik
Von den neun Sitzen in der ehemaligen Gemeindevertretung entfielen seit der Kommunalwahl 2013 alle auf die Wählergemeinschaft KWG. Letzter Bürgermeister war Peter Asmussen.

### Wappen
Blasonierung: „Von einer gestürzten eingebogenen Spitze gesenkt geteilt, oben in Gold ein schwarzes Bahnhof-Empfangsgebäude, unten in Blau zwei auswärts weisende silberne Buchenblätter.“
Im Wappen wird der mittlere Teil der Gebäudefront des Tastruper Bahnhofs der Kleinbahnstrecke Flensburg-Satrup dargestellt. Die beiden Buchenblätter weisen darauf hin, dass Buchen die vorherrschende Baumart in der knickreichen Gemarkung sind. Die Aufteilung des Schildes in drei Felder ist den Ortsteilen Kleintastrup, Tastrupfeld und Tastrup-Dorf gewidmet, die die heutige Gemeinde bilden. Die Farbgebung in Blau und Gold orientiert sich an den Farben des Kreises Schleswig-Flensburg.

## Kultur und Sehenswürdigkeiten

### Gesangsverein
Der Männergesangsverein des Dorfes, MGV Tastrup bzw. Männergesangverein „Eintracht“ Tastrup, existiert seit 1886.

### Bauwerke
- Bahnhofsgebäude (heutzutage der Dorfkrug)[15]
- Feuerwehrhaus[15]

### Regelmäßige Veranstaltungen
- Tastruper Dorffest (findet einmal jährlich statt)[15]